# إدورد سخاو
كارل إدورد سَخَأوْ (بالألمانية: Karl Eduard Sachau)‏ (1261 - 1349 ه‍ / 1845 - 1930 م) هو مستشرق ألماني.
رحل في الشام والعراق، ونشر كتاباً بالألمانية عن رحلاته، كما أعد فهرس للمخطوطات السريانية في مكتبة برلين.
أصبح أستاذ سنة 1869 و في سنة 1872 أصبح أستاذ كرسي في جامعة فينيا ، وفي عام 1876 أصبح أستاذ في جامعة برلين، وفي عام 1887 عُين أستاذ للغات الشرقية، أنشأ المدرسة الشرقية ببرلين ومن منشوراته باللغة العربية عن البيروني ( الآثار الباقية عن القرون الخالية ) و ( تحقيق ما للهند من مقولة ) و عن الجواليقي أربعة مجلدات ( طبقات ابن سعد ) وأكمله غيره و ( المعرّب من الكلام الأعجمي ) .

## روابط خارجية
- إدورد سخاو على موقع ديسكوغز (الإنجليزية)